# Protracker
ProTracker är en tracker, ett musikprogram, skapat av Lars Hamre, Anders Hamre, Sven Vahsen och Rune Johnsrud till Amigan. Den första versionen släpptes 1990 och var ett program som gjorde det möjligt för vem som helst att skapa musik utan studioutrustning. ProTracker blev populärt både bland amatörer och professionella, och var ett av de program som satte standarden för MOD-filformatet för musik. 